# Treffurt
Treffurt ist eine Landstadt und Gemeinde im Wartburgkreis in Thüringen.

## Geografie

### Stadtgliederung

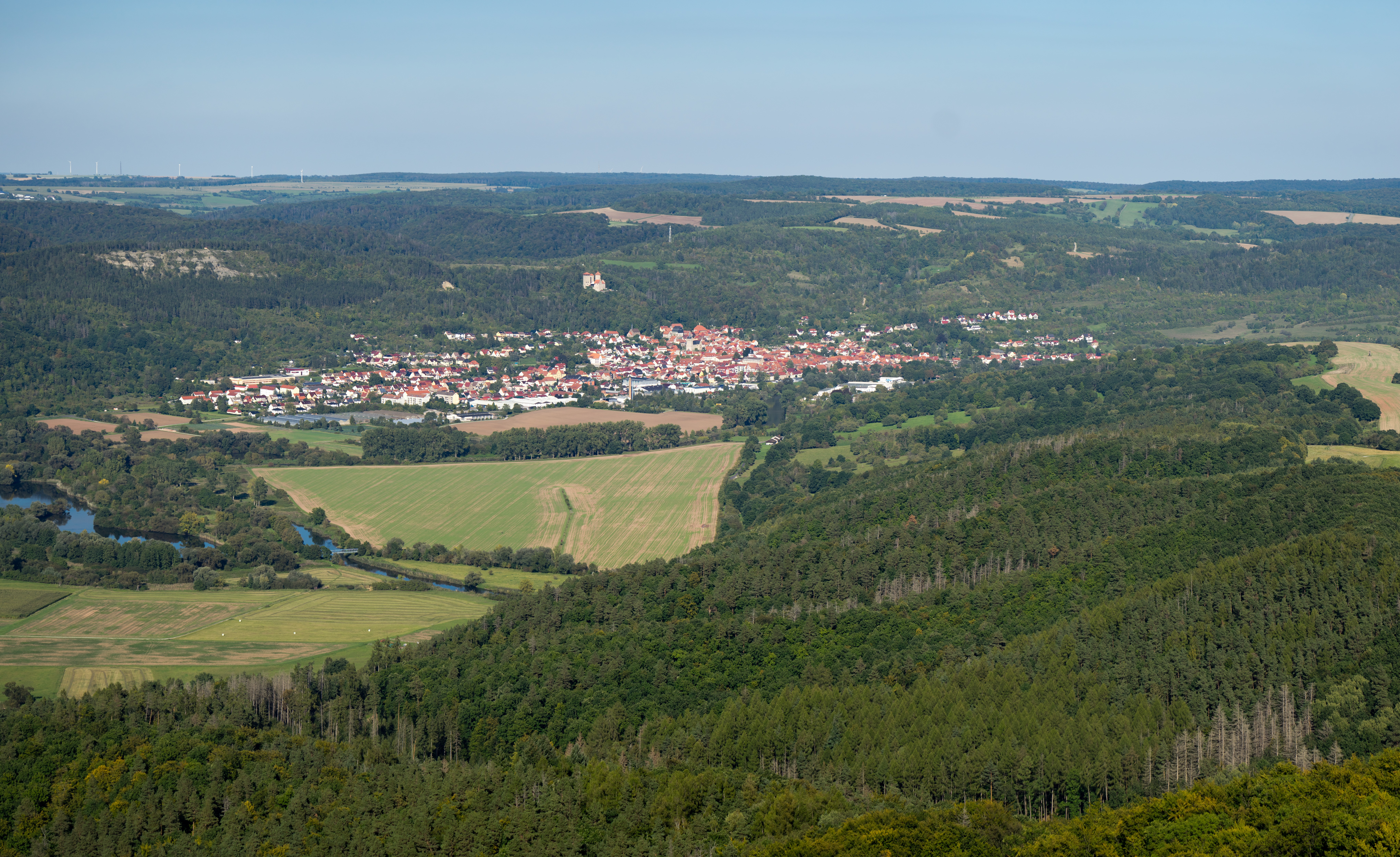
Blick auf Treffurt vom Heldrastein

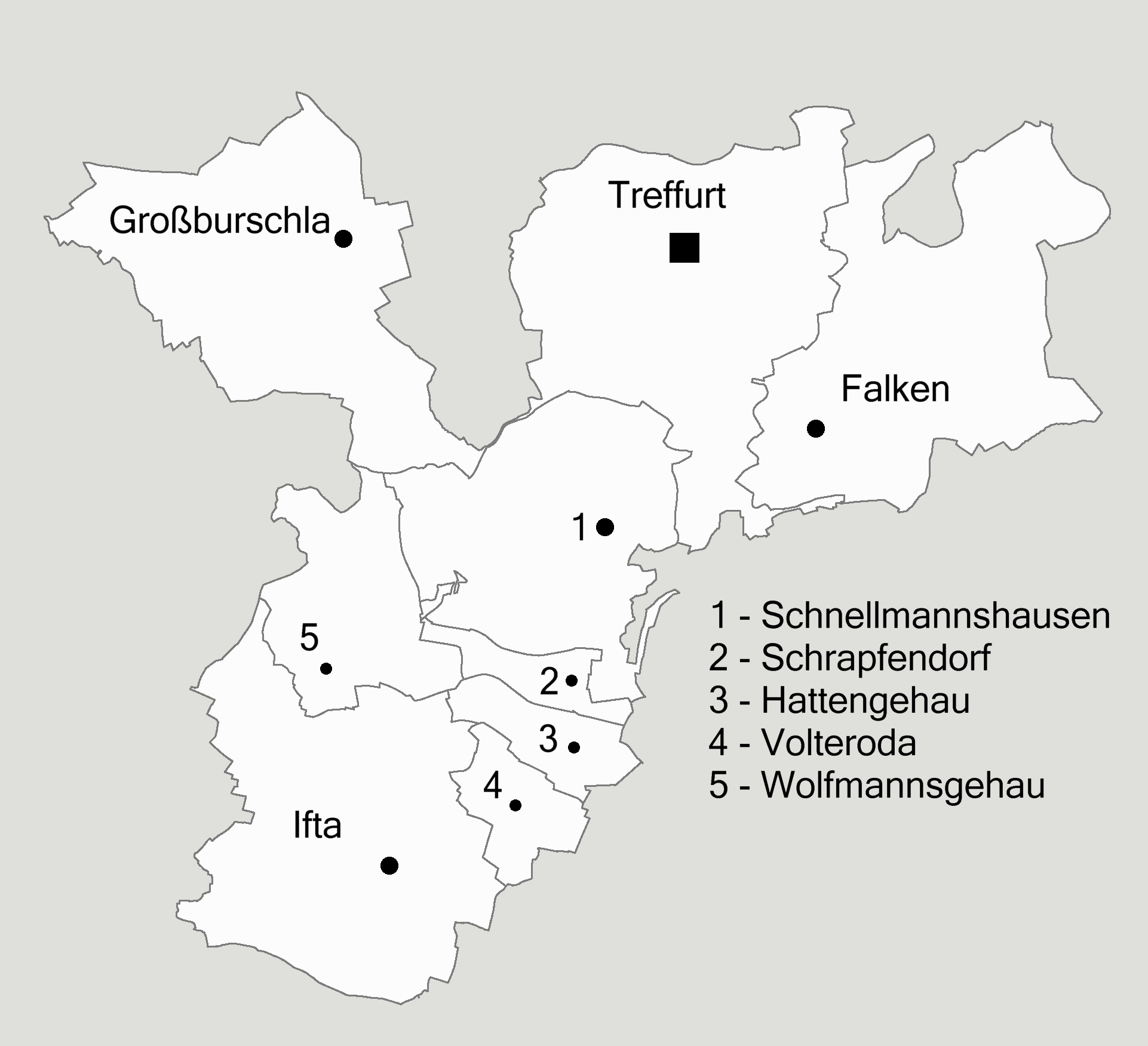
Stadtgliederung

Zur Stadt Treffurt (ca. 2200 Einwohner) gehören seit 1994 die größeren Dörfer Falken, Schnellmannshausen mit den nur wenige Häuser umfassenden Siedlungen Hattengehau, Schrapfendorf und Volteroda sowie Großburschla (alle ca. 900 Einwohner) und seit 2019 Ifta mit der Kleinsiedlung Wolfmannsgehau (ca. 1100 Einwohner), welche im Zuge der Gebietsreform in Thüringen eingemeindet wurden.
1964 ging Treffurt der nördlich der Stadt isoliert liegende Ortsteil Kleintöpfer mit dem Vorwerk Karnberg verloren. Er wurde 1964 als grenznahe Kleinsiedlung aufgegeben und abgerissen. Seine Flur mit dem Treffurter Stadtwald wurde kurz darauf nach Wendehausen umgemeindet.

### Geografische Lage
Die Kernstadt Treffurts liegt im Tal der Werra im Nordwesten des Wartburgkreises, der hier an den Werra-Meißner-Kreis und den Unstrut-Hainich-Kreis grenzt. Die Altstadt zieht sich nördlich der Werra und den Berg Adolfsburg hinauf bis zur Burg Normannstein. Die nächstgelegenen größeren Orte sind Creuzburg und Mihla sowie Wanfried. Die nächstgelegenen Mittelstädte sind Eschwege (ca. 18 km), Mühlhausen (ca. 20 km) und Eisenach (ca. 22 km).
Naturräumlich (TLUG) liegt das Gemeindegebiet Treffurts im Wesentlichen im Werrabergland. Nach der kleinteiligeren Ordnung des Handbuchs der naturräumlichen Gliederung Deutschlands liegt die Kernstadt Treffurts im Treffurt-Wanfrieder Werratal (358.1). Die Adolfsburg gehört bereits zu den Wanfrieder Werrahöhen (483.22) Großburschla liegt zum Teil im Schlierbachswald (358.91). Ifta und Schnellmannshausen liegen im Ringgau (483.4). Falken liegt im Creuzburger Werradurchbruch (483.44) und auf der Falkener Platte (483.52), die zum Hainich (583.5) gehört.

Das Landschaftsbild wird durch zum Teil markante Berge bestimmt, zu ihnen zählen: Adolfsburg, Breitenberg (mit Iberg), Töpferberg, Sülzenberg, Sandberg, Kahn und Lindenberg. Höchster Berg ist mit 503 m ü. NN der Heldrastein südwestlich der Kernstadt Treffurts. Vorherrschende Gesteinsart ist Muschelkalk, in den sich die Werra tief eingefressen hat. In der Landschaft wechseln Wälder und offene Flächen einander ab.

## Geschichte
768 wurde von Karl dem Großen der Bau des Klosters Homburg bei Bad Langensalza beauftragt. Er setzte die Herren „von Driefurt“ als Vögte über das Kloster ein. Treffurt wurde 1104 erstmals auf einer Urkunde des Erzbischofs Ruthard von Mainz erwähnt. Darin wird beschrieben, dass der Bischof in der „Zelle“ bei Falken einen Altar weiht, wobei ein „Pilgrim de Trifurte“ als Zeuge erwähnt wird. Friedrich von Treffurt wurde als Berater von Heinrich Raspe IV. verpflichtet.

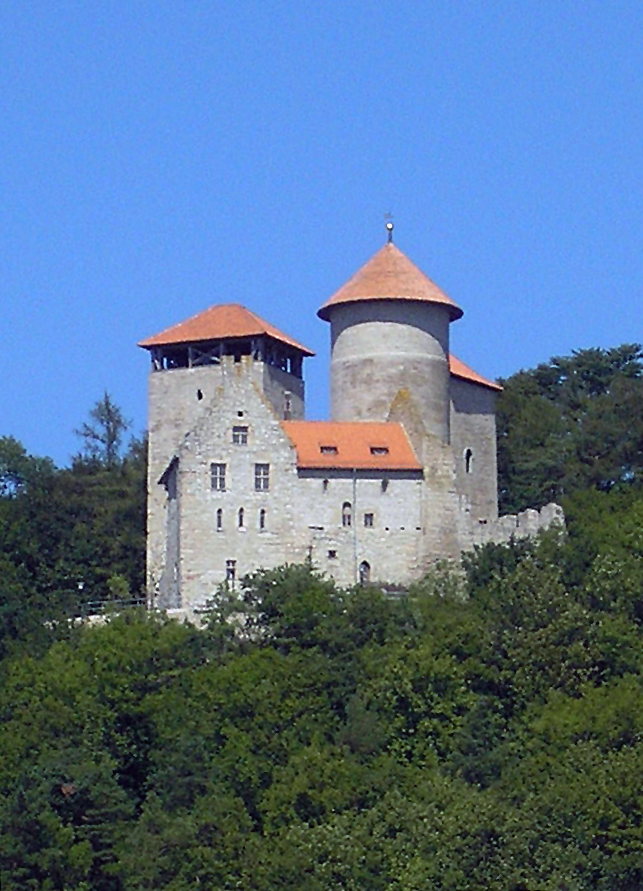
Burg Normannstein

Durch die Lage an der Kreuzung zweier Handelsstraßen erlangte Treffurt bereits im Mittelalter regionale Bedeutung. Die Werra wies hier einst drei Furten auf, wovon sich der Name Treffurt ableitet. Zum Schutze der Furten wurde bereits im 11. Jahrhundert mit der Anlage der Burg Normannstein begonnen. In der Folgezeit entwickelte sich Treffurt rasch zum bedeutenden regionalen Handelsplatz. Dem wurde 1333 durch die Verleihung des Stadtrechts Rechnung getragen. 1532 erhielt Treffurt durch Kaiser Karl V. das Recht, „einen Wochenmarkt auf jeden Sonnabend und zwey Jahrmärkte auf St. Georgi und St. Simon abzuhalten“.
Treffurt war ab 1336 über Jahrhunderte eine Ganerbschaft im Besitz von Kursachsen, Kurmainz und Hessen-Kassel, bis im 18. Jahrhundert Kurmainz die Landeshoheitsrechte der Ganerbschaft Treffurt allein übernahm.
1807 kam Treffurt zum Königreich Westphalen und im Jahr 1815 zu Preußen, wo es zum Landkreis Mühlhausen gehörte. 1945 wurden die preußischen Gebiete in Nordthüringen dann dem Land Thüringen zugeordnet. 1950 wechselte Treffurt in den Landkreis Eisenach, ab 1952 mit neuen Grenzen als Kreis Eisenach im Bezirk Erfurt, dem es bis 1994 angehörte. Seit Inkrafttreten der Kreisreform Thüringen 1994 gehört die Stadt dem Wartburgkreis an.
Hemmend wirkte sich die deutsche Teilung auf die Stadt aus, da sie nun direkt an der innerdeutschen Grenze lag. Nach der deutschen Wiedervereinigung 1990 setzte ein rasches Wachstum ein. Es siedelten sich wieder Unternehmen in der Stadt an und der Tourismus begann. Nach der Jahrtausendwende verlangsamte sich das Wachstum etwas.

## Entwicklung der Einwohnerzahl
| - 1825 – 1.963 - 1885 – 1.814 - 1910 – 2.406 - 1925 – 2.869 - 1933 – 3.103 - 1939 – 3.148 - 1971 – 3.265 - 1994 – 6.660 | - 1995 – 6.596 - 1996 – 6.563 - 1997 – 6.571 - 1998 – 6.499 - 1999 – 6.437 - 2000 – 6.433 - 2001 – 6.357 - 2002 – 6.278 | - 2003 – 6.243 - 2004 – 6.085 - 2005 – 6.040 - 2006 – 5.954 - 2007 – 5.848 - 2008 – 5.765 - 2009 – 5.666 - 2010 – 5.580 | - 2011 – 5.342 - 2012 – 5.265 - 2013 – 5.218 - 2014 – 5.193 - 2015 – 5.140 - 2016 – 5.080 - 2017 – 5.058 - 2018 – 4.978 | - 2019 – 6.034* - 2020 – 5.936 - 2021 – 5.874 - 2022 – 5.834 - 2023 – 5.744 |

 Datenquelle: ab 1994 Thüringer Landesamt für Statistik – Werte vom 31. Dezember
* ab 2019 nach Eingemeindung von Ifta
| 2020 | 2025 | 2030 | 2035 | 2040 | Entwicklung 2040 :2020 | Entwicklung 2040 :2020 |
| ---- | ---- | ---- | ---- | ---- | ---------------------- | ---------------------- |
| 5980 | 5730 | 5460 | 5210 | 4990 | -990                   | 16,6 %                 |

*Thüringer Landesamt für Statistik, Ergebnisse der 1. Gemeindebevölkerungsvorausberechnung (1. GemBv)

## Politik

### Stadtrat
Der Stadtrat von Treffurt setzt sich aus 20 Ratsmitgliedern zusammen:
- CDU: 6 Sitze
- Wählergemeinschaft Bürger für Bürger: 11 Sitze
- Wählergemeinschaft Demokratie für Alle: 2 Sitze
- Wählergemeinschaft Feuerwehr: 1 Sitz

(Stand: Kommunalwahl am 26. Mai 2024)

### Bürgermeister
Der hauptamtliche Bürgermeister Michael Reinz (parteilos) wurde erstmals am 8. Mai 2011 gewählt und zuletzt am 19. März 2023 im Amt bestätigt.

### Wappen und Flagge
Die Stadt Treffurt führt ein Wappen und eine Hissflagge.
| Wappen von Treffurt | Blasonierung: „Halb gespalten und geteilt; oben vorn in Rot ein sechsspeichiges silbernes Rad, hinten im Silber-Schwarz geteiltem Feld zwei gekreuzte rote Schwerter, und in Blau ein Löwe neunmal geteilt von Silber und Rot.“                                                                                               |
| Wappen von Treffurt | Wappenbegründung: Die Stadt und die Burg Treffurt wurden zwischen 1333 und 1336 von Kurmainz, Kursachsen und Hessen-Kassel erobert und lange Zeit regiert. Das Wappen erinnert daran durch das Mainzer Rad, die gekreuzten Schwerter (Kursachsen) und den bunten Löwen, welcher gleichermaßen für Thüringen und Hessen steht. |

Flaggenbeschreibung: „Die Flagge der Stadt Treffurt zeigt auf weiß und rot geteiltem Tuch zum Liek versetzt das Wappen.“

### Partnerschaften
Seit der Wiedervereinigung besteht eine Partnerschaft mit der Stadt Spangenberg in Hessen. Die beiden Städte verbindet geschichtlich gesehen einiges. Die Stadtrechte der Stadt Spangenberg wurden 1309 durch die Herren von Treffurt verliehen, die sich dann später Herren von Treffurt-Spangenberg nannten. Diese hatten lange Zeit ihren Sitz auf Schloss Spangenberg, welches sie maßgeblich mit aufbauten.
Es existiert auch eine Partnerschaft mit dem in Bayern gelegenen Nüdlingen.

## Kultur und Sehenswürdigkeiten

### Bauwerke
Treffurt ist als „Fachwerkstadt“, für die Altstadt mit ihren Fachwerkhäusern bekannt, die thüringische sowie hessische Kultureinflüssen aufweisen. Bedeutendste Sehenswürdigkeiten sind das Rathaus, ein großer Fachwerkbau aus der Zeit der Renaissance von 1549 mit einem hohen Turm sowie die Burg Normannstein, dem Wahrzeichen oberhalb der Stadt, aus der Zeit um 1200.
Sehenswert sind darüber hinaus die spätromanische Stadtkirche St. Bonifatius aus dem 13. Jahrhundert, die teilweise erhaltene Stadtmauer aus dem 14. Jahrhundert, die neogotische katholische Kirche St. Marien (1863–1867 erbaut) sowie einige besondere, meist aufwändig restaurierte Fachwerkbauten wie das „Ohrfeigenhaus“ von 1608, der Trottsche Hof, der Sächsische, der Hessische und der Mainzer Hof, die während der Phase der Ganerbschaft zur Verwaltung der Stadt dienten, das Falkenstein-Gefangenenhaus sowie das Fachwerkhaus in der Kirchstraße 31, ältestes Wohnhaus Treffurts von 1546.
Am Stadtrand befindet sich die Normannsteinquelle, die in einem Denkmal eingefasst wurde. Auch der frühere Bahnhof Treffurt und sein ehemaliger Wasserturm stehen unter Denkmalschutz.
Touristisch erschlossen wird die Stadt durch die Deutsche Fachwerkstraße, den Werratal-Radweg und den Barbarossaweg.

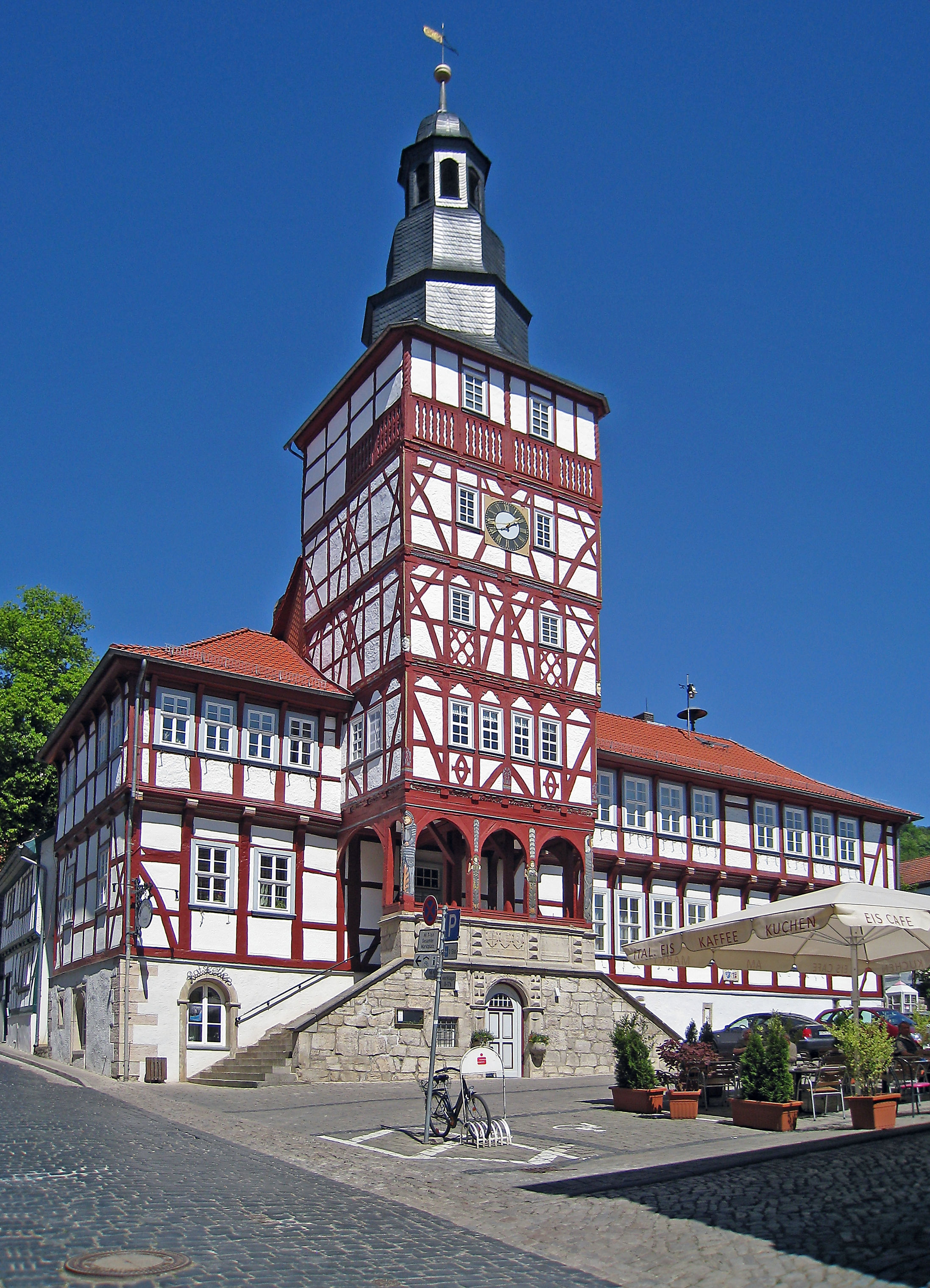
Rathaus
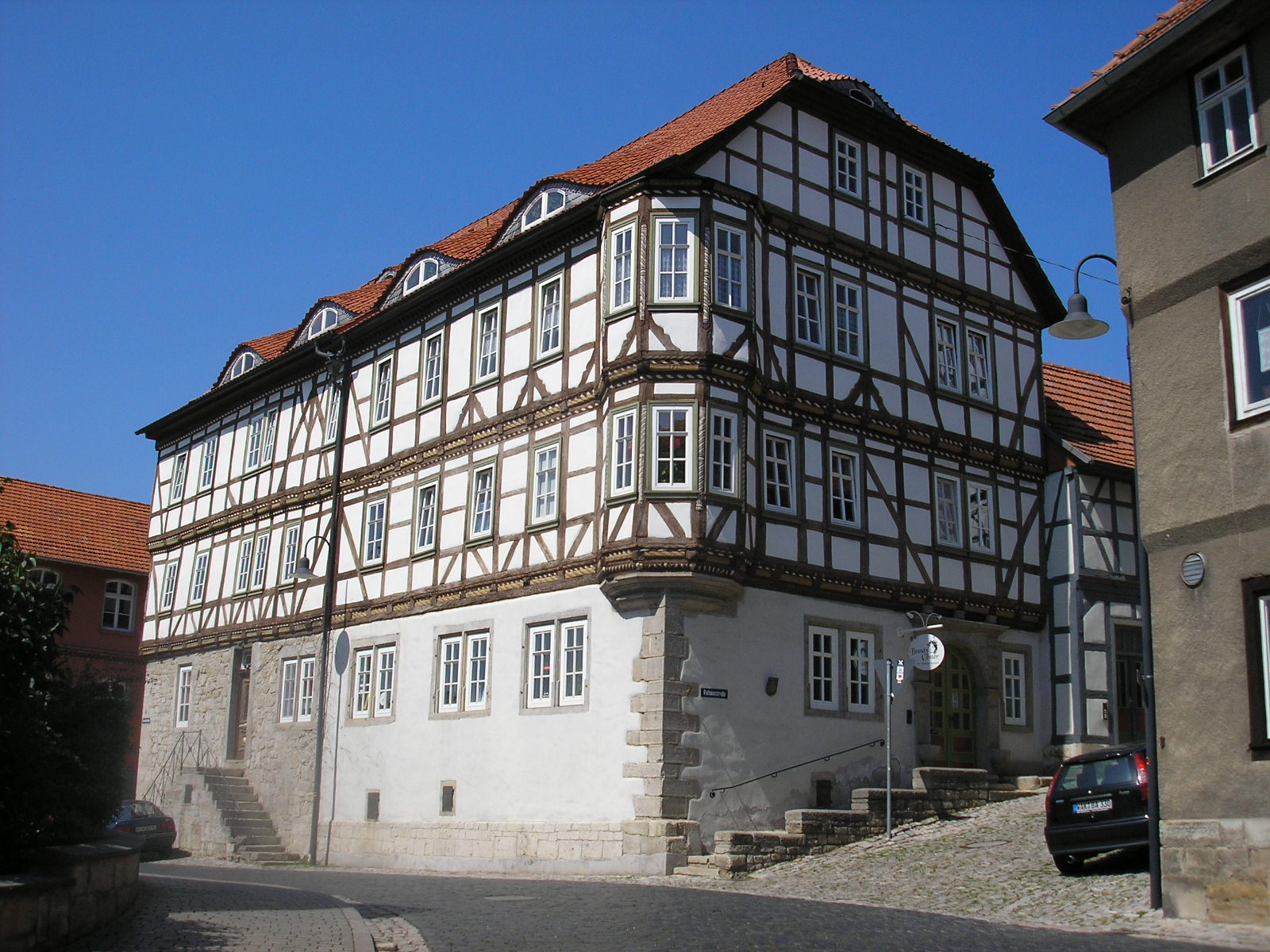
Das Ohrfeigenhaus
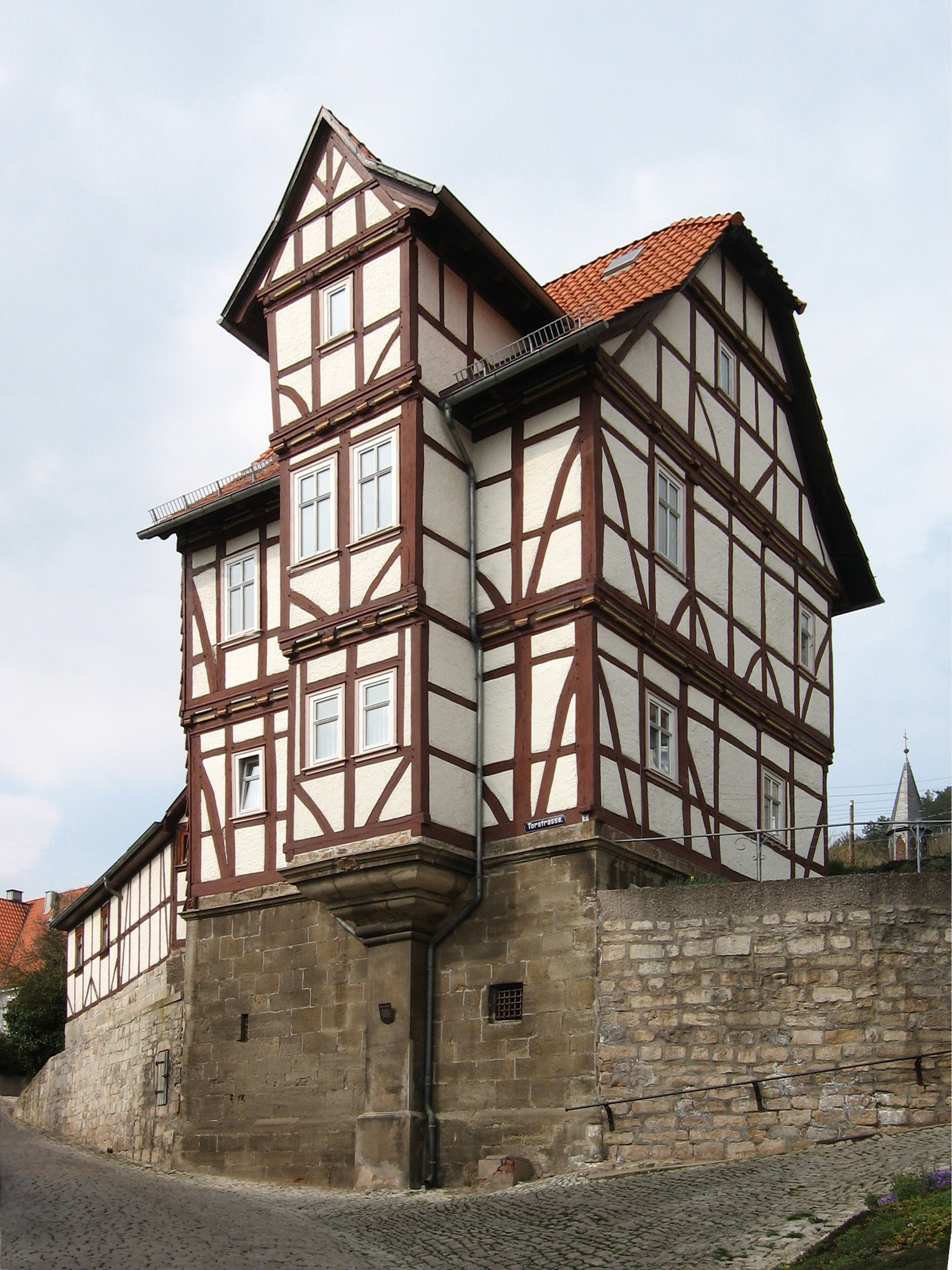
Das frühere Gefängnis, Haus „Falkenstein“
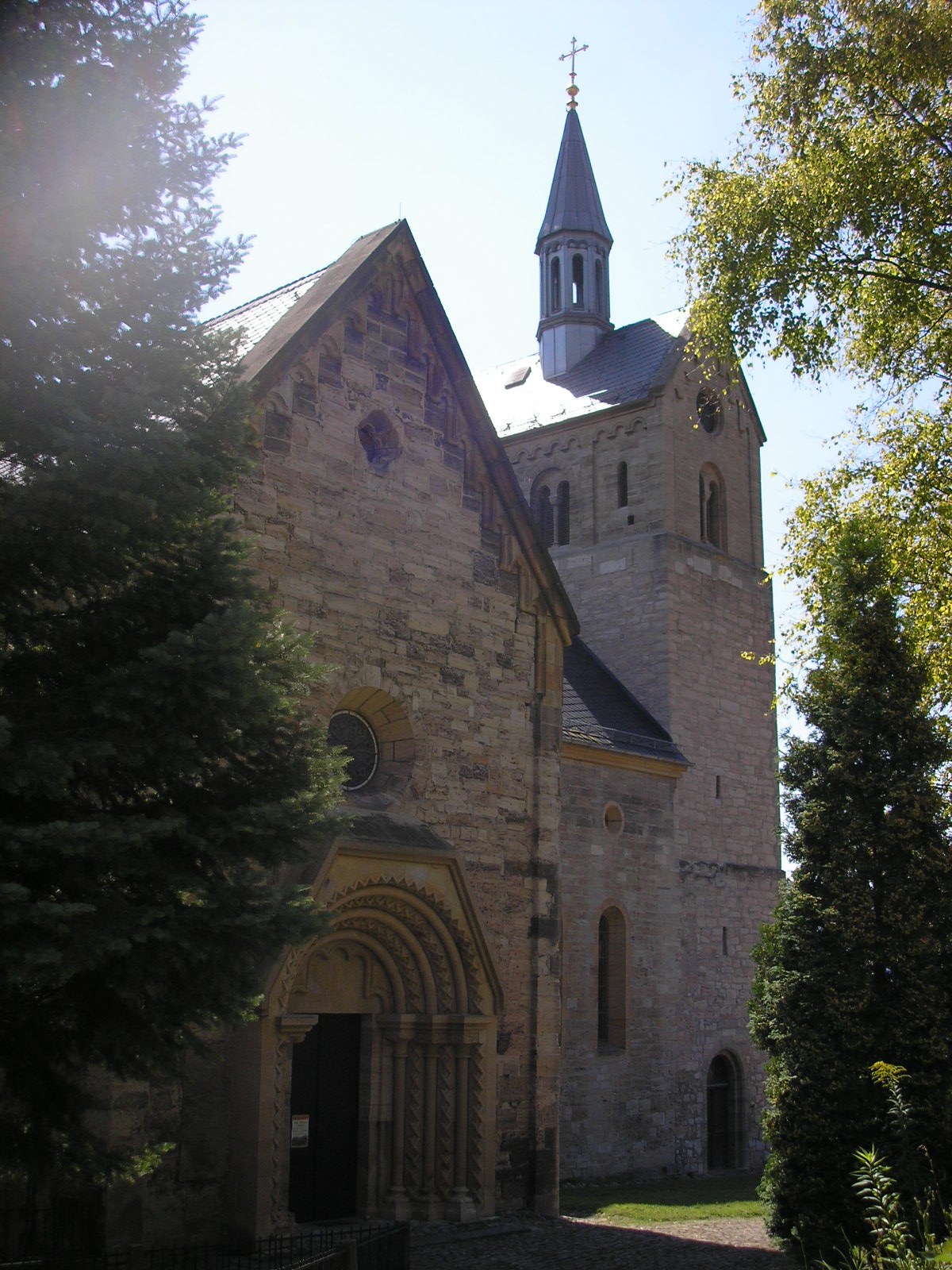
Stadtkirche St. Bonifatius
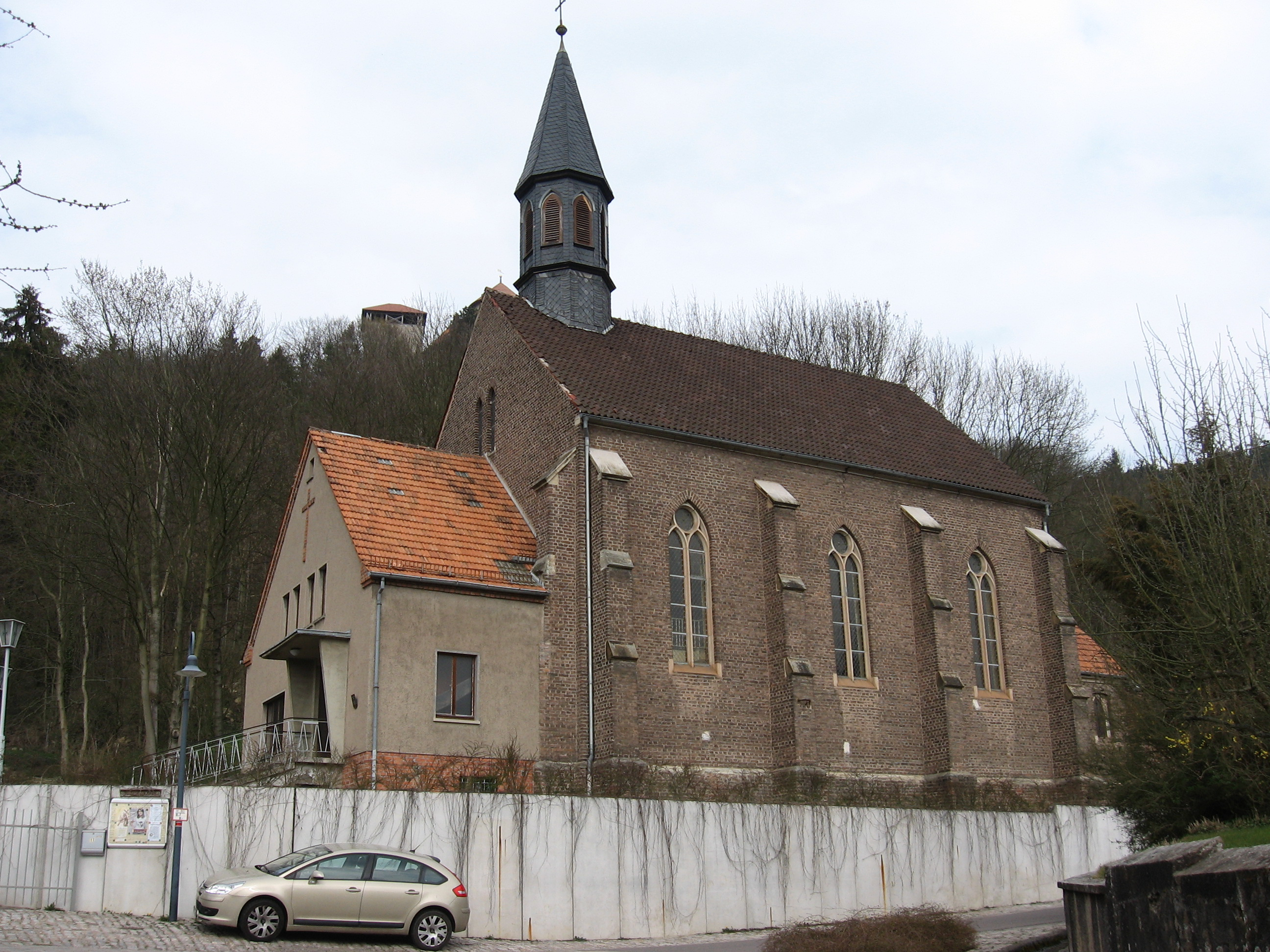
Stadtkirche St. Marien
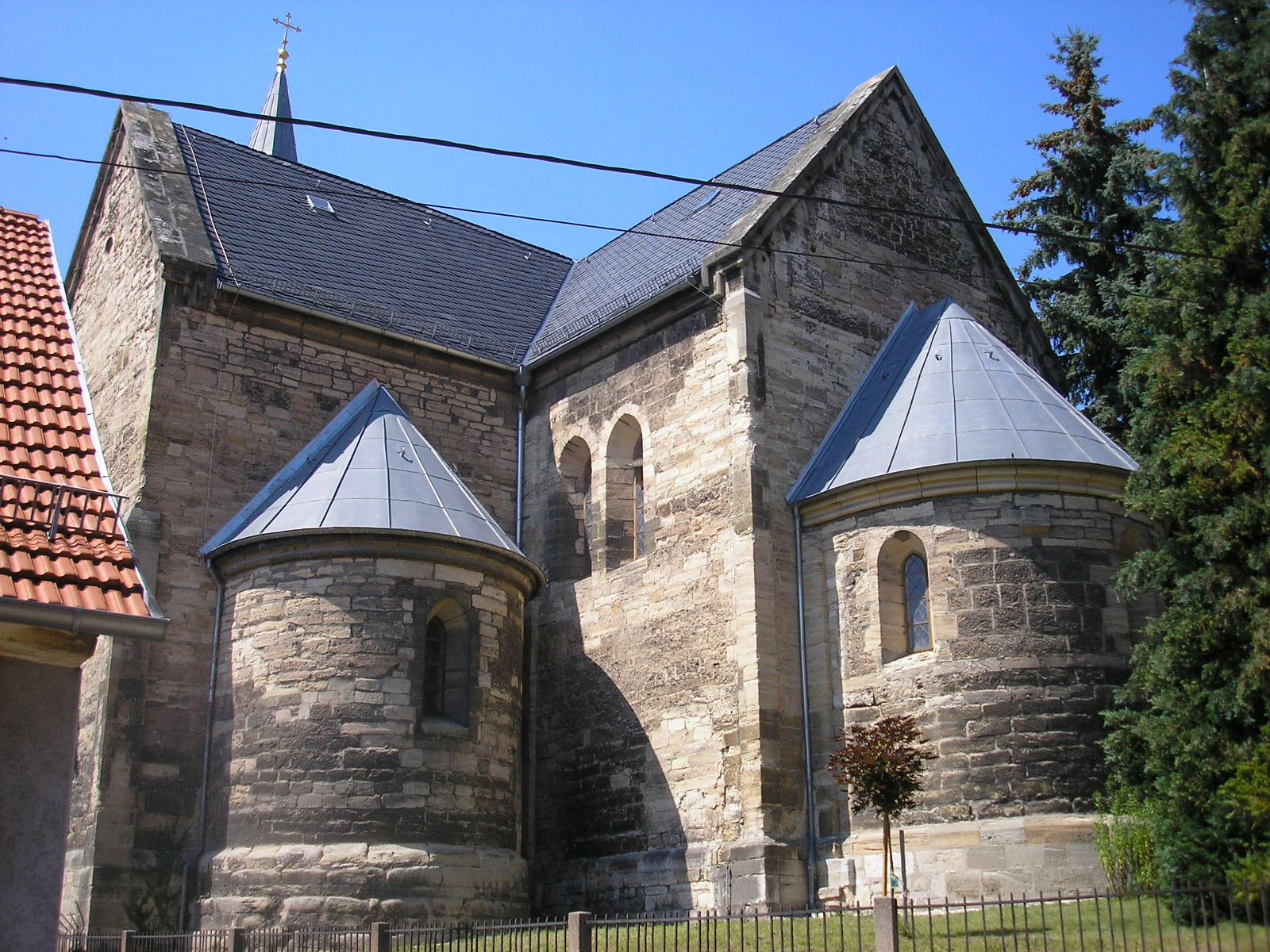
Zwei der drei Apsiden der Stadtkirche St. Bonifatius

### Naturdenkmale
Die Linde am Steinernen Mann und die Linde am Festplatz sind als Naturdenkmale ausgewiesen, ebenso mehrere Bäume im Ortsteil Falken.

### Vereine
Der Schützenverein Treffurt hat seine Ursprünge im Jahr 1516 und ist damit einer der ältesten Schützenvereine Deutschlands. Der 1952 gegründete Treffurter Carneval Verein richtet alljährlich einen Faschingsumzug am Sonntag vor Rosenmontag aus.

### Mundartprobe
Das folgende Beispiel in Treffurter Mundart wurde um 1800 notiert:
Vater Unser
Voeter uinse (oinse), dähr de bist (best) im Himml,

Gehilligt währe dinn Noemen,

Dinn Rich gekohm,

Dinn Wille geschieh, wie in Himml, oelsu au uf Ähren,

Uinse täjelich Bruäd gep uins hitt,

Un vergepp uins uinse Schuild (Schoild), wie mei

vergänn uinsen Schuildnährn,

Un feür uins nich in Verseüchung,

Sonder erlües uins von dän Eübel,

Denn denn is däs Rich, un de Kroäft,

un de Hährlichkeit in Eüwikeit.

Oemen.

## Wirtschaft und Infrastruktur

### Wirtschaft

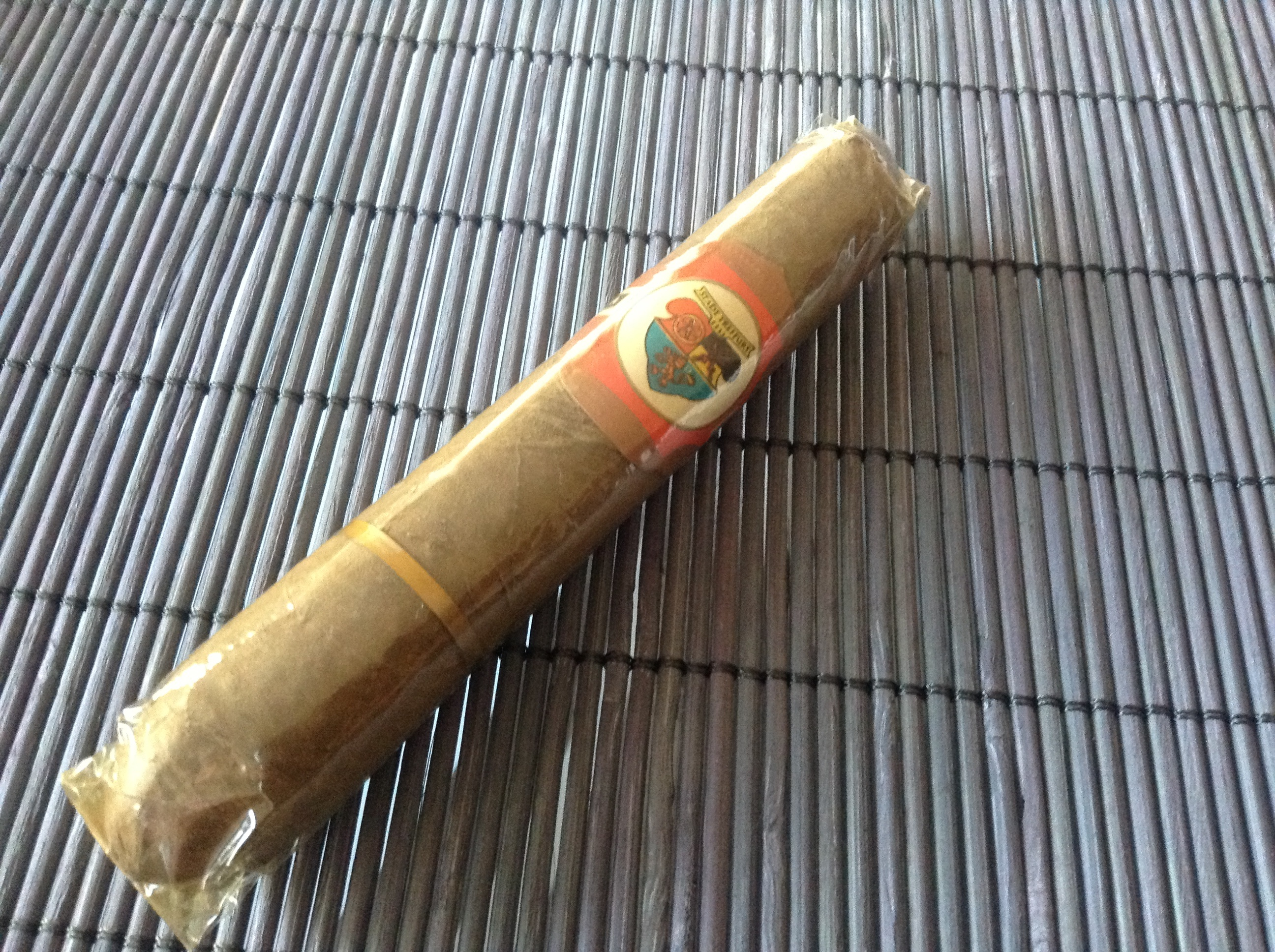
Eine Sprachlos-Zigarre mit dem Treffurter Stadtwappen auf der Banderole

Wichtiger Wirtschaftszweig in Treffurt ist der Tourismus, daneben bestehen aber auch noch mehrere Unternehmen wie beispielsweise die Hetek Hebetechnik GmbH mit 70 Mitarbeitern. Zu DDR-Zeiten wurde in Treffurt die Zigarrenmarke Sprachlos produziert. Nach dem Ende der DDR wurde die Zigarrenfabrik Treffurt vom Dannemann-Konzern übernommen. Das bekannteste Unternehmen ist die Carl Warrlich GmbH, welche unter dem Markennamen FLAMMAT Kohlenanzünder und Grillanzünder herstellt.
Das Gewerbegebiet Ziddelrasen befindet sich am westlichen Stadtrand von Treffurt gegenüber dem ehemaligen Bahnhof. Es verfügt über eine Gesamtfläche von 1,2 ha (Stand 2009). Ein zweites Gewerbegebiet befindet sich am jenseitigen Werraufer am Schützenplatz.

### Verkehr

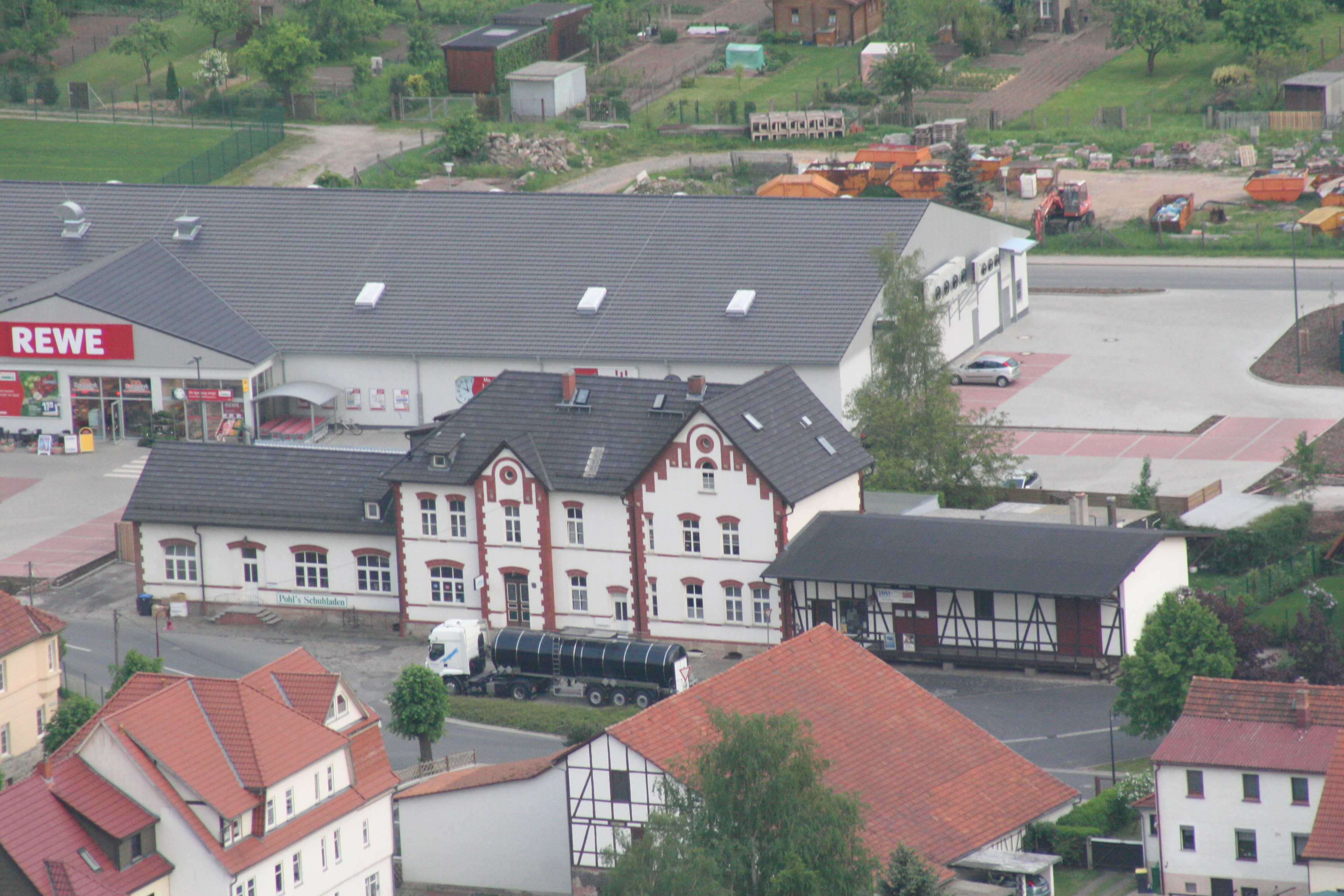
Der ehemalige Bahnhof Treffurt; die Gleisseite ist heute mit einem Einkaufsmarkt bebaut

#### Straße
Treffurt liegt an der Bundesstraße 250, die Eisenach im Südosten mit Eschwege im Nordwesten verbindet. Landstraßen führen zusätzlich nach Nazza am Hainich und nach Wendehausen. Der Ortsteil Ifta liegt an der Bundesstraße 7.
Treffurt und seine Stadtteile sind mit verschiedenen Buslinien an die umliegenden Gemeinden angebunden. Busverbindungen bestehen unter anderem nach Eisenach, Eschwege und Mühlhausen/Thüringen.

#### Bahn
Die im Jahr 1902 in Betrieb genommene Bahnstrecke Schwebda–Wartha verband Treffurt mit Wanfried und Eschwege im Westen sowie ab 1907 mit Creuzburg und Eisenach im Süden. Im Jahr 1911 folgte die Eröffnung der Bahnstrecke Mühlhausen–Treffurt, die die Stadt mit Heyerode und Mühlhausen im Osten verband. Wegen der Sprengung der Werrabrücken am Ende des Zweiten Weltkriegs und der anschließenden Grenzziehung war der Eisenbahnverkehr von und nach Treffurt ab 1945 nur noch aus Richtung  Mühlhausen möglich. 1952 wurde der Bahnbetrieb ganz eingestellt, da die Strecke westlich von Treffurt ein Stück über westdeutsches Territorium führte.
Ab der Staustufe bei Falken (Flusskilometer 0,78) ist die Werra als eine sonstige Binnenwasserstraße des Bundes klassifiziert.

### Bildung
In Treffurt befinden sich die Staatliche Regelschule Treffurt, eine Grundschule sowie eine Außenstelle der Volkshochschule Wartburgkreis.

### Sportstätten
Das Normannsteinstadion in Treffurt ist die Spielstätte der Fußballabteilung des SV Normania Treffurt. Weitere Sport- bzw. Fußballplätze befinden sich in den Ortsteilen Falken, Ifta, Großburschla und Schnellmannshausen.
Mit der Normannsteinhalle steht eine Mehrzwecksporthalle zur Verfügung.
1934/35 wurde in der Werraaue südlich der Stadt unweit des Schützenplatzes ein Freibad errichtet, nachdem man dort ein Kiesvorkommen abgebaut hatte, dessen Erlös teilweise für den Bau des Schwimmbades genutzt wurde. Neben einem Kinder- und einem Schwimmerbecken verfügte es über einen 3m-Sprungturm mit separatem Sprungbecken, Plätze für Fuß- und Volleyball, Tischtennisplatten, einen Kiosk und einen Eltern-Kind-Bereich mit Spielplatz. In den Jahren der DDR-Diktatur wurde die Infrastruktur des Freibades vernachlässigt. Auch nach 1990 kam eine Sanierung aufgrund dringenderer Prioritäten zunächst nicht zustande. Bei den Werrahochwässern 2011 und 2013 nahm das defizitäre Bad jeweils schweren Schaden, so dass es zur Saison 2013 endgültig außer Betrieb genommen wurde. 2017 wurde der Rückbau des Bades und die Renaturierung der Fläche beschlossen.
Am Ortseingang aus Richtung Schnellmannshausen steht ein Skaterplatz zur Verfügung.

## Persönlichkeiten

### Söhne und Töchter der Stadt
- Adalbert von Harstall (1737–1814), letzter Fürstbischof von Fulda
- Christian Muff (1841–1911), Pädagoge
- Egon Bahr (1922–2015), SPD-Politiker, Bundesminister für besondere Aufgaben und für wirtschaftliche Zusammenarbeit
- Walter Eichenberg (1922–2018), Komponist, Trompeter, Dirigent und Arrangeur
- Manfred Heise (* 1940), Politiker, CDU-Abgeordneter des Deutschen Bundestages von 1990 bis 2002
- Eberhard Lorenz (* 1942), Politiker, SPD-Abgeordneter im Landtag von Baden-Württemberg von 1980 bis 2001
- Hans-Dieter Genau (1951–1969), Opfer an der innerdeutschen Grenze

### Ehrenbürger
- Robert Klemm, Geheimer Regierungs- und von 1887 bis 1922 Landrat in Mühlhausen, verliehen am 30. Mai 1913 anlässlich des 25-jährigen Amtsjubiläums
- Karl Becker, verliehen am 23. September 1919 in Anbetracht seiner langjährigen treuen Dienste als Stadtverordneter und Ratsmann
- Hermann Ritter, Inhaber der Firma Martin Brinkmann, verliehen am 6. Mai 1925 anlässlich des 25-jährigen Geschäftsjubiläums
- Paul Pfuhl, langjähriger zweiter Bürgermeister, Mitglied des Kreistages und Kreisausschusses, veröffentlicht am 4. November 1925
- Pfarrer August Höppner wurde 1928 die Ehrenbürgerschaft der Stadt Treffurt für seine Verdienste als Seelsorger und Heimatforscher erteilt[20]